# Chloridolum balfouri
Chloridolum balfouri är en skalbaggsart som beskrevs av J. Linsley Gressitt och Yves Rondon 1970. Chloridolum balfouri ingår i släktet Chloridolum och familjen långhorningar.
Artens utbredningsområde är Laos. Inga underarter finns listade i Catalogue of Life.